# El Caracol (Guanajuato)
El Caracol es una localidad del estado mexicano de Guanajuato. Es parte del municipio de Villagrán.

## Demografía
| Gráfica de evolución demográfica |
|                                  |

| Censo | Población |
| ----- | --------- |
| 1940  | 78        |
| 1950  | 215       |
| 1960  | 328       |
| 1970  | 413       |
| 1980  | 618       |
| 1990  | 829       |
| 2000  | 780       |
| 2010  | 1 052     |
| 2020  | 1 292     |